# Senga Nengudi
Senga Nengudi, nascida Sue Irons, (Chicago, 18 de setembro de 1943) é uma artista visual e curadora afro-americana. Ela é mais conhecida por suas esculturas abstratas que combinam objetos encontrados e performance coreografada. Ela faz parte de um grupo de artistas de vanguarda afro-americanos que trabalham em Nova York e Los Angeles, desde a década de 1960.

## Juventude e educação
Nengudi nasceu Sue Irons em Chicago, Illinois em 1943.
</ref> Após a morte de seu pai em 1949, ela se mudou para Los Angeles e Pasadena com sua mãe. Como resultado de um sistema escolar segregado existente, Nengudi se viu entre as escolas, transferindo-se entre Los Angeles e Pasadena múltiplas vezes. Sua prima Eileen Abdulrashid também é artista.
Após sua formatura na Dorsey High School, Nengudi estudou arte e dança durante a década de 1960 na Universidade do Estado da Califórnia (CSU), graduando-se como bacharel em 1967. Ela então passou um ano estudando na Universidade Waseda, em Tóquio, na esperança de aprender mais sobre a Associação de Arte Gutai. Em 1967, ela voltou para a Universidade do Estado da Califórnia (CSU), onde fez seu mestrado em escultura, em 1971. Durante a faculdade, em 1965, ela estagiou no Watts Towers Art Center, quando Noah Purifoy era o diretor. Ela também trabalhou como instrutora de arte no Museu de Arte de Pasadena e na Oficina da Comunidade de Belas Artes.
Ela se mudou para Nova York logo depois para continuar sua carreira como artista, e viajava entre Nova York e Los Angeles com frequência. Em 2016, ela recebeu um diploma honorário em artes do Colorado College. Ela trabalha em Colorado Springs, onde mora com seu marido, Elliott Fittz.

## Carreira
Nengudi fez parte da cena de arte negra radical e vanguarda em Nova York e Los Angeles, durante os anos 1960 e 1970. Cheryl Banks foi outra artista que colaborou de perto com Nengudi e com quem se correspondia frequentemente sobre seu trabalho.
Ela trabalhou com duas galerias em particular: Pearl C. Woods Gallery em Los Angeles (propriedade e direção de Greg Pitts ) e Just Above Midtown (JAM) em Nova York. JAM era de propriedade e dirigido por Linda Goode Bryant, que influenciou Nengudi. Ela descreveu as energias criativas de trabalhar com galerias como essas que estavam "tentando derrubar as paredes" para a comunidade de artistas negros.

### Coletivo e performance do Studio Z
Ela era membro do coletivo Studio Z, também conhecido como LA Rebellion, que incluía artistas afro-americanos "distinguidos por sua prática experimental e improvisada".
</ref> David Hammons e Maren Hassinger, também membros do Studio Z, foram colaboradores frequentes de seu trabalho. Em 1978, Nengudi juntou-se a Hassinger para uma peça performática na qual os dois artistas improvisavam movimentos enquanto se enredavam em uma grande teia de meia-calça. A performance simbolizou as maneiras pelas quais as mulheres são restringidas pelas normas sociais de gênero. Nengudi também tirou muitas fotografias encenadas durante este período. Ela muitas vezes aparecia anonimamente nelas como uma figura sem gênero, desafiando a definição.

### Temas de trabalho
Complicar a classificação cultural, étnica e racial tornou-se o tema central para o trabalho de Nengudi.. Ela frequentemente combina formas de arte africanas, asiáticas e nativas americanas, em particular para suas peças performáticas e fotografias encenadas. Enquanto sua obra destaca questões relacionadas a gênero, raça e etnia, o trabalho de Nengudi se concentra nas maneiras pelas quais todos são afetados negativamente por essas forças sistemáticas e suas peças tentam promover inspiração transcultural para homens e mulheres.
Ela frequentemente cita filosofias africanas e orientais como base de seu trabalho

## Obras

### SérieRSVP, 1975-1977
Em 1975, após o nascimento de seu filho e vendo as mudanças em seu corpo, Nengudi começou sua série RSVP (também conhecida como repondez s'il vous plait), pela qual ela é mais conhecida. Combinando seu interesse por movimento e escultura, Nengudi criou esculturas abstratas de objetos do cotidiano através de cenários coreografados que foram executados na frente de uma platéia ao vivo ou capturados na câmera. As esculturas eram feitas a partir de objetos do cotidiano, como meia-calça, e partes eram esticadas, torcidas, atadas e preenchidas com areia. As esculturas finalizadas, originalmente destinadas a serem tocadas pelo público, muitas vezes eram penduradas nas paredes da galeria, mas se estendiam pelo espaço da galeria, evocando as formas de órgãos corporais, seios caídos e o útero de uma mãe.
</ref> Para ela, o uso da meia-calça como material refletia a elasticidade do corpo humano, principalmente do corpo feminino. Essas esculturas, bem como suas peças de performance posteriores envolvendo meia-calça, expressaram uma mistura de sensualidade, identidade racial, imagem corporal e impactos sociais nos corpos das mulheres.
Apesar de ter se envolvido cada vez mais na comunidade de artistas afro-americanos em Los Angeles, quando a série "RSVP" estreou, não havia interesse público significativo em seu trabalho. Um dos amigos íntimos de Nengudi e um de seus colaboradores de arte, David Hammons trouxe uma explicação para o desinteresse do público pelo trabalho de Nengudi, atribuindo-o à estética abstrata presente em muitas das peças de Nengudi ao longo dos anos 1960 e 1970. Além disso, as esculturas "RSVP" de Nengudi diferiam muito da maioria das obras de arte popularizadas por seus colegas artísticos em Los Angeles e Nova York. Nengudi foi informada da percepção de sua arte pelo público em comparação com a arte feita por seus pares, particularmente em Nova York, onde algumas pessoas achavam que ela não estava fazendo "arte negra".
As esculturas "RSVP" de Nengudi fizeram aparições mais recentes em exposições coletivas itinerantes, inclusive na exposição Now Dig This! Art & Black Los Angeles 1960–1980 (de 2011–2013) e Blues for Smoke (2013).

### Cerimônia para Freeway Fets(1978)
Nengudi e membros do coletivo Studio Z (incluindo Hammons e Hassinger) tocaram, Ceremony for Freeway Fets (1978) sob um viaduto na Pico Boulevard, em Los Angeles. Nengudi desenhou figurinos e cocares feitos de meia-calça para os artistas. Hammons e Hassinger desempenharam os papéis de espíritos masculinos e femininos, com Nengudi atuando como um espírito para unir os gêneros. Tanto a performance de dança quanto a trilha sonora, executadas por integrantes do Studio Z, foram improvisadas.

### Warp Trance(2007)
Durante sua residência em 2007 no Fabric Workshop and Museum na Filadélfia, Nengudi incorporou a videoarte em sua prática pela primeira vez. Durante as visitas às fábricas têxteis do estado, ela gravou vídeo e áudio das fábricas têxteis em pleno funcionamento, além de colecionar objetos, como cartões perfurados Jacquard, que eram usados para programar máquinas de tear Jacquard, mecanizando fábricas têxteis. Na instalação final, Nengudi projetou imagens de vídeo em uma tela vertical de cartões perfurados em um espaço com som ambiente das gravações de áudio. O trabalho explora temas da tecnologia, a política do trabalho, a música contemporânea e a repetição da dança ritual.

## Coleções em museus
O trabalho de Nengudi pode ser encontrado nas coleções do Museu de Arte Moderna, Smithsonian American Art Museum, Whitney Museum of American Art, Tate, Hammer Museum na UCLA, Museu de Arte Carnegie, Museu de Arte Contemporânea de Los Angeles, Museu Studio no Harlem, e o Museu do Brooklyn .

## Exposições selecionadas
- 1970: Sapphire: You've Come a Long Way Baby, exposição coletiva. Galeria 32. Los Angeles, Califórnia.
- 1971: 8 artistas afro-americanos, exposição coletiva. Museu Rath . Genebra, Suíça.
- 1977: Répondez s'il vous plaît (RSVP), performance. Galeria Pearl C. Wood. Los Angeles, Califórnia. Logo acima da Galeria Midtown. Cidade de Nova York.
- 1977: O Conceito como Arte, exposição coletiva. Logo acima da Galeria Midtown, Nova York.
- 1977: Studio Z: Coletivo Individual, exposição coletiva. Museu de Arte de Long Beach, Long Beach, Califórnia.
- 1980: Dialética do Isolamento: Uma Exposição de Mulheres Artistas do Terceiro Mundo dos Estados Unidos, exposição coletiva. Galeria AIR, Nova York.
- 1980: Abstração Afro-Americana, exposição coletiva. PS1, Nova York. Museu de Arte de Toledo, Toledo, Ohio. Museu Laguna Gloria, Austin Texas. Galeria Municipal de Arte de Los Angeles, Los Angeles, Califórnia.
- 1981: Air Propo, apresentação em grupo com Cheryl Banks e Butch Morris . Logo acima da Galeria Midtown, Nova York.
- 1981: Vestígio-"A Descoberta da América por Cristóvão Colombo", exposição individual. Logo acima da Galeria Midtown, Nova York.
- 1988–89: Arte como Verbo: A Evolução Contínua: Instalações, Performances e Vídeos de 13 Artistas Afro-Americanos, exposição coletiva. Maryland Institute College of Art, Baltimore Maryland. Studio Museum, Harlem, Nova York.
- 1998: Fora de Ações: Entre a Performance e o Objeto, 1949–70, exposição coletiva. Museu de Arte Contemporânea, Los Angeles, Califórnia.
- 2003: Répondez s'il vous plaît, exposição individual. Galeria Thomas Erben, Nova York.
- 2004: From One Source Many Rivers, instalação solo. Carnegie International 2004–05, Carnegie Museum of Art, Pittsburgh, Pensilvânia.
- 2005: Dupla Consciência: Arte Conceitual Negra Desde 1970, exposição coletiva. Museu de Arte Contemporânea, Houston, Texas.
- 2006: Side by Side, apresentação em grupo com Maren Hassinger . Fondation Cartier pour l'Art Contemporain, Paris, França.
- 2007: FODA! Arte e a Revolução Feminista, exposição coletiva. Museu de Arte Contemporânea, Los Angeles, Califórnia. PS1, Nova York.
- 2007: Senga Nengudi: Warp Trance. Galeria Morris da Academia de Belas Artes da Pensilvânia, Filadélfia, Pensilvânia.
- 2008–2010: Répondez s'il vous plaît, exposição coletiva com Rashawn Griffin . Studio Museum, Harlem, Nova York.
- 2011: Agora cave isso! Art and Black Los Angeles, 1960-1980, exposição coletiva. Hammer Museum, Los Angeles, Califórnia. PS1, Nova York.
- 2012: Presença Radical: Black Performance in Contemporary Art, exposição coletiva. Museu de Arte Contemporânea, Houston, Texas.
- 2012: Love U, exposição individual. Warehouse Gallery, Siracusa, Nova York.
- 2013: Performances, 1976–81, exposição individual. Galeria Thomas Erben, Nova York.
- 2013: Blues for Smoke, exposição coletiva. Whitney Museum of American Art, Nova York.
- 2014: The Performing Body, exposição individual. Galeria RedLine, Denver, Colorado.
- 2014: O Corpo Material, exposição individual. Museu de Arte Contemporânea, Denver, Colorado.
- 2016: Senga Nengudi: Gestos de Improvisação, exposição individual. Galeria de Arte Henry, Seattle, Washington.[3]
- 2017: We Wanted a Revolution: Black Radical Women, 1965-85, exposição coletiva. Museu do Brooklyn, Brooklyn, Nova York.[29]
- 2017: Soul of a Nation: Art in the Age of Black Power, exposição coletiva. Tate Modern, Londres, Reino Unido.
- 2017–2018: Head Back & High: Senga Nengudi, Performance Objects (1976–2015), exposição individual, Baltimore Museum of Art and Art+Practice, Los Angeles
- 2017: Viva Arte Viva, 57ª Bienal de Veneza, 13 de maio a 16 de novembro de 2017, Veneza, Itália[12]
- 2017: Armory Show, Focus Section, Thomas Erben Gallery e Lévy Gorvy, Nova York[30]
- 2019: Senga Nengudi, exposição individual. Instituto Henry Moore, Leeds, Reino Unido.
- 2019: Senga Nengudi, exposição individual. The Fruitmarket Gallery, Edimburgo, Reino Unido.
- 2019: Senga Nengudi, exposição individual. Sprueth Magers Londres, Londres, Reino Unido.

## Poesia e curadoria
Além de suas instalações, esculturas e performances, Nengudi também cria pinturas, fotografias e poesias. Ela também foi curadora de exposições, incluindo a mostra individual de Kira Lynn Harris na Cue Art Foundation em Nova York na primavera de 2009.
Ela escreve poesia sob os pseudônimos Harriet Chin, Propecia Lee e Lily B. Moor.
Em entrevista, Nengudi explicou como decidiu usar esses pseudônimos:

## Publicações selecionadas
- Nengudi, Senga; Oficina e Museu do Tecido (2007). Senga Nengudi. Filadélfia, Pensilvânia: Fabric Workshop and Museum.
- Nengudi, Senga; Galeria do Armazém (2012). Senga Nengudi : amo você. Syracuse, Nova York: Warehouse Gallery.
- Nengudi, Senga; Noel, Elisabeth (2012). Senga Nengudi. Aschaffenburg, Baviera: Neuer Kunstverein Aschaffenburg e. V. KunstLANDing.
- Nengudi, Senga; Jones, Kellie ; Cubo Branco (2014). Senga Nengudi : alt. Londres, Inglaterra: Cubo Branco.ISBN 1906072876
- Nengudi, Senga; Jones, Kellie; Luard, Mel; Feaver, Dorothy; Cubo Branco (2014). Senga Nengudi : Alt : dentro do Cubo Branco.ISBN 9781906072872
- Nengudi, Senga; Burnett Abrams, Nora; Auther, Elissa; Jones, Amélia ; Pitts Angaza, Gregório (2015). Senga Nengudi : gestos de improvisação. Denver, Colorado: Museu de Arte Contemporânea de Denver .ISBN 9780692536254
- Nengudi, Senga; Yasar, Begum; Bradley, Rizvana; Lévy, Dominique (2016). Senga Nengudi : [10 de setembro a 24 de outubro de 2015]. Cidade de Nova York; Londres, Inglaterra: Dominique Lévy.